# کمیته ملی المپیک جمهوری آذربایجان
کمیته ملی المپیک جمهوری آذربایجان (ترکی آذربایجانی: Azərbaycan Milli Olimpiya Komitəsi) سازمانی ورزشی و غیرانتفاعی است که بر اساس قوانین این کشور در خصوص موسسات و نهادهای عمومی، در سال ۱۹۹۲ به تأسیس رسید و در سال ۱۹۹۳ به عضویت در کمیته بین‌المللی المپیک درآمد. این کمیته سازمانی غیردولتی با شخصیت حقوقی می‌باشد. کمیته المپیک در وزارت دادگستری جمهوری آذربایجان ثبت شده‌است. این کمیته مسئول فرستادن ورزشکاران به مسابقات المپیک می‌باشد. الهام علی‌اف، رئیس جمهوری آذربایجان از سال ۱۹۹۷ زمامداری کمیته را به عهده دارد.

## اطلاعات کلی
حضور جمهوری آذربایجان در بازی‌های المپیک به عنوان یک کشور مستقل برای اولین بار به سال ۱۹۹۶ رقم خورد و از آن تاکنون به تمامی بازی‌های المپیک ورزشکار ارسال می‌کند.
پیشتر ورزشکاران آذربایجانی از سال ۱۹۵۲ تا ۱۹۸۸، به همراه تیم اتحاد جماهیر سوسیالیستی شوروی حضور پیدا می‌کردند. بعد از فروپاشی شوروی، در سال ۱۹۹۲ آذربایجان به جزوی از تیم متحد در بازی‌های المپیک تبدیل شد. ورزشکاران آذربایجانی در بازی‌های المپیک تابستانی در انواع ورزشی کشتی فرنگی، ورزش تیراندازی، بوکس و جودو در مجموع ۱۶ مدال برده‌اند؛ و لیکن تا به حال موفق به بردن هیچ مدالی در بازی‌های المپیک زمستانی نشده‌اند.
«چنگیز حسین‌زاده»، و «آقاجان ابی‌اف» قائم مفام رئیس و دبیرکل کمیته ملی المپیک در ۱۲-امین مجمع عمومی کمیته المپیک اروپا به ترتیب به عضویت «کمیسیون آمادگی برای بازی‌های المپیک» و «کمیسیون فنی» درآمدند.

## اهداف
هدف اصلی کمیته ملی المپیک آذربایجان توسعه و حراست جنبش المپیک آذربایجان بر اساس منشور المپیک است.

## تصدی
- ریاست- الهام علی‌اف
- معاونت اول- چنگیز حسین‌زاده
- معاونت - آزاد رحیمف
- معاونت - خزر عیسی‌اف
- دبیری کل- آقاجان ابی‌اف
- جانشینی دبیرکل- آذر علی‌اف

## ساختار
- مجمع عمومی (شامل ۱۳۳ نفر است)
- کمیته اجرایی (شامل ۱۷ نفر است)
- رئیس